# Quesadilla herreña

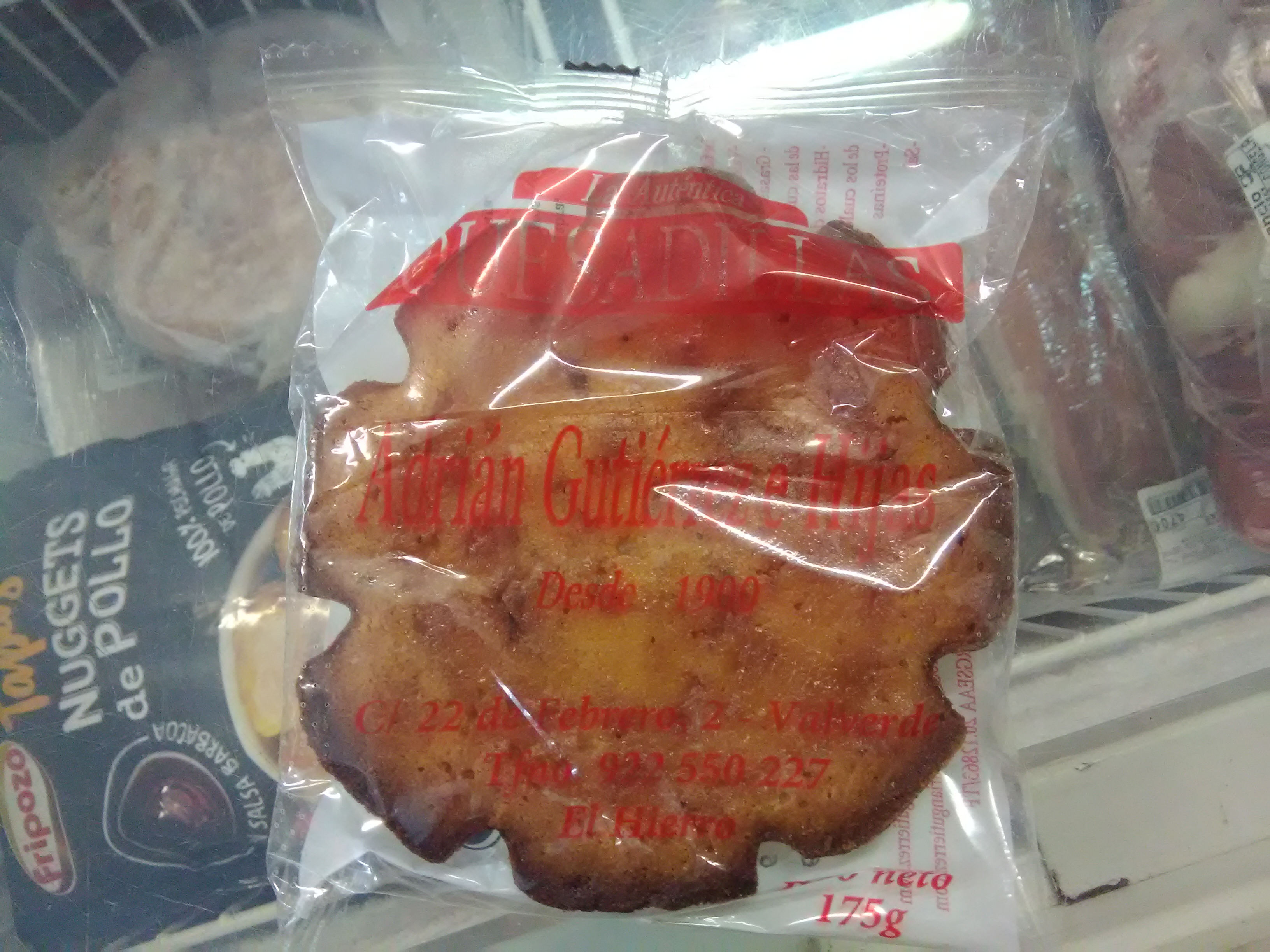
Quesadilla herreña (Adrián Gutiérrez e hijas)

La quesadilla herreña, o quesadilla de El Hierro, es un pastelito típico y artesanal de la isla de El Hierro (Islas Canarias, España). A principios del siglo XX, la familia dueña de la actual fábrica, Adrián Gutiérrez e hijas, crearon este postre [cita requerida] y siguen con la tradición hasta el día de hoy se empezaron a hornear por parte de la misma familia que hoy sigue con la tradición. Es considerado como un signo gastronómico de la isla.

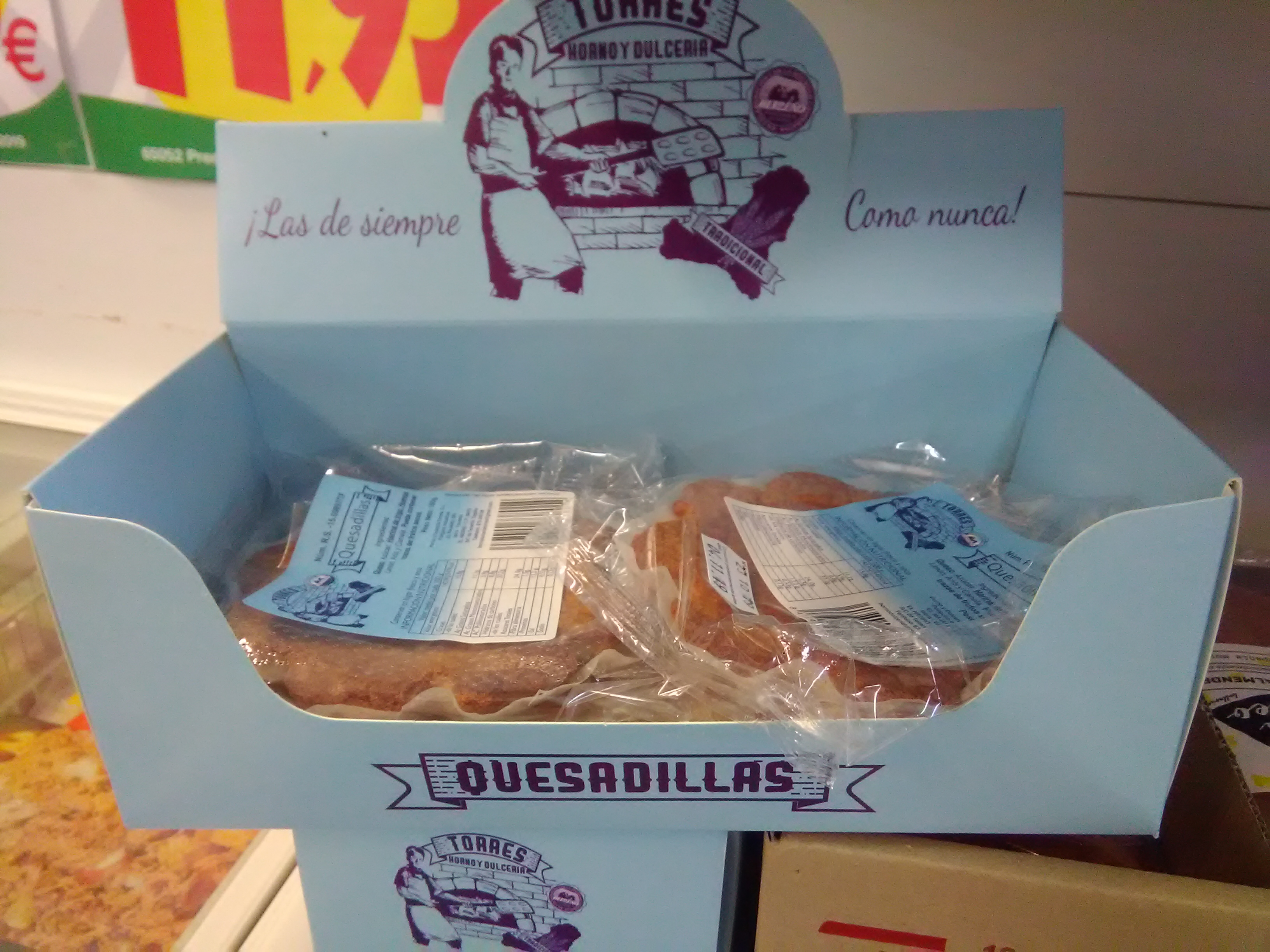
Quesadilla (Horno y dulcerias torres)

## Ingredientes
1. 3 huevos ecológicos
2. 250 gramos de harina
3. 1/2 kg de azúcar
4. Limón
5. Canela
6. 1 kg de queso herreño

## Procedimiento
En primer lugar, debemos moler el queso en un pasapurés para, a continuación, añadir el resto de ingredientes; huevos, matalahúva, ralladura de limón, azúcar y canela. En segundo lugar, mezclamos hasta conseguir una pasta homogénea a la que debemos añadir harina de manera progresiva. Posteriormente, extendemos la pasta sobre una fina capa de hojaldre y las metemos en el horno a 180 °C durante 50 minutos. Finalmente, cuando estén listas se sacan, se dejan reposar y se desmoldan. Ya puedes degustar este tradicional postre artesanal.
Cabe mencionar que existen varias variantes a esta receta. Por ejemplo, en vez de usar una capa de hojaldre se puede simplemente engrasar los moldes, o incluso se puede hacer una versión sin azúcar, apta para diabéticos.

## Empresas de la isla
En la isla de El Hierro existen, principalmente, 3 empresas importantes dedicadas a la venta de quesadillas que, incluso, algunas exportan este producto a otras islas, sin embargo, existen otras de menor tamaño, otras que no se dedican exclusivamente a la producción de quesadillas e individuales, que trabajan a menor escala. Estas son esas tres empresas;
- Fábrica de quesadillas “Adrián Gutiérrez e Hijas”, situada en la capital, Valverde. Se trata de una empresa familiar que ha pasado de generación en generación y fueron ellos quienes crearon este postre en 1900

- Fábrica de quesadillas “Quesadilla Guarazoca”, situada en el norte de la isla, en Guarazoca. Esta fábrica creó la receta sin azúcar para diabéticos, quienes ahora pueden disfrutar de igual manera este postre

- “Horno y dulcería Torres”, situada en el pueblo de Isora, es la más reciente de los tres principales proveedores.